# Фернандо Перес де Траба
Фернандо (или Фернан) Перес де Траба (исп. Fernando Pérez de Traba; ок. 1090 — 1 ноября 1155) — леонский граф и военачальник, который фактически контролировал провинцию Галисия. Он стал любовником графини Терезы Португальской, благодаря которой приобрел большое влияние в этой области, и был фактическим правителем Португальского графства в 1121—1128 годах.

## Семья

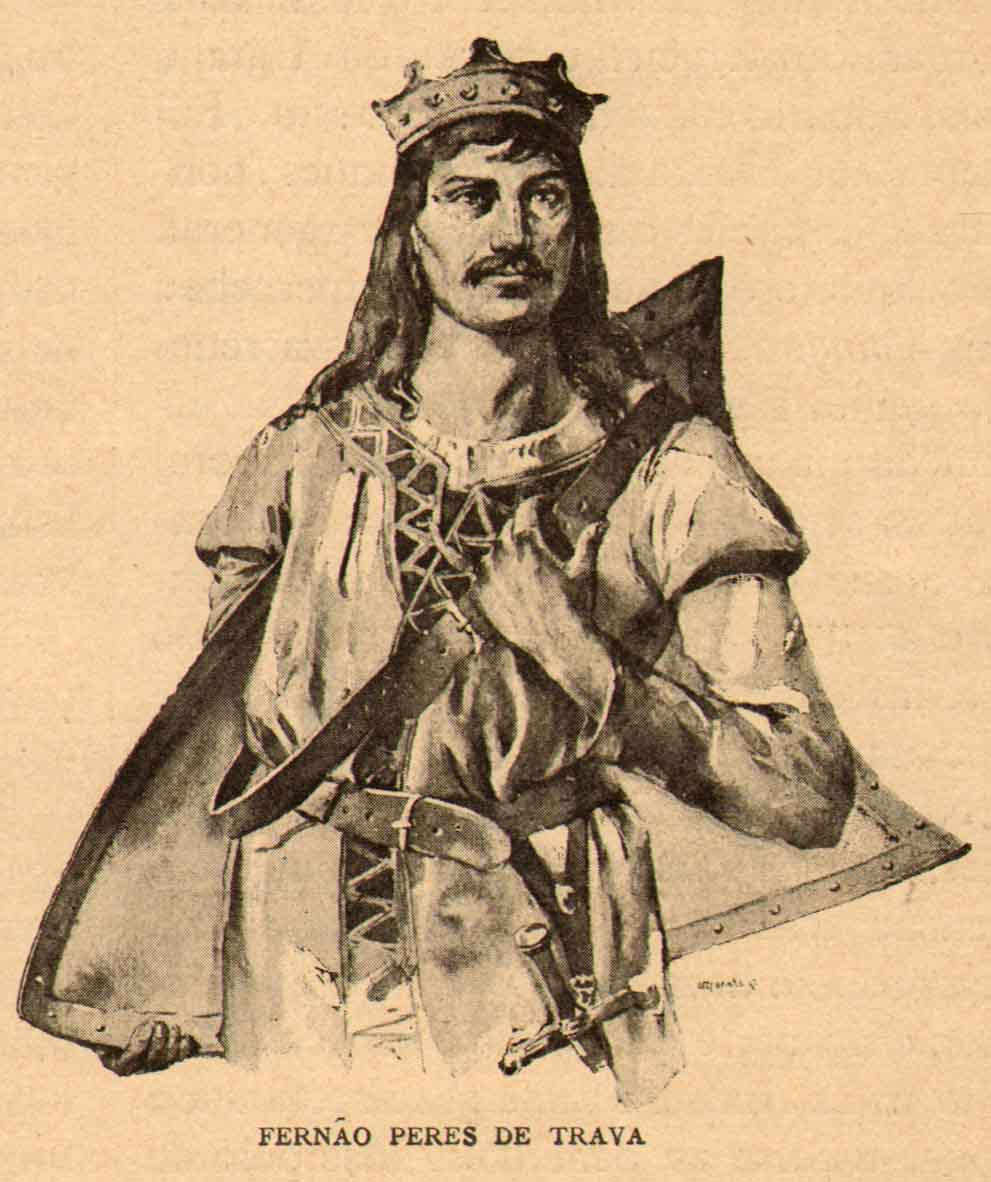
Фернан Перес де Траба

Фернан был вторым сыном Педро Фроиласа де Траба, основателя дома Траба, и его первой жены Урраки Фройлас. Его семья была самой влиятельной в Галисии в то время, и он сам владел недвижимостью в самых важных галицийских городах: Луго и Сантьяго-де-Компостела. Первое появление Фернана в сохранившихся документах датируется сентябрем 1107 года, сразу после смерти Раймона Галисийского, когда его отец вместе с сыновьями подтвердил привилегию Альфонсо VI на монастырь Каавейро.
В начале XII века (до 1125 года) Педро дал своему сыну мавританского повара, вероятно раба, с христианским именем Мартин . В начале века Фернан женился, но развелся со своей женой, когда он стал любовником Терезы Альфонсес, графини Португальской. С Терезой у него было две дочери: Санча (род. 1121), которая вышла замуж за Альваро Родригеса, и Тереза, которая сначала вышла замуж за Нуньо Переса де Лара, а когда овдовела, стала второй женой короля Фердинанда II Леонского. Единственная жена Фернана, Санча Гонсалес, дочь Гонсало Ансуреса и Урраки Вермудес, вероятно, была его второй женой. Самая ранняя запись об их браке датируется 1134 годом. У графа было трое детей: Гонсало, Мария (замужем за Понсе де Кабрерой) и Уррака, жена Хуана Ариаса. Санча была ещё жива 24 июля 1161 года, когда она подписала документ, отметив, что она вдова. Вероятно, в том же году она составила свое завещание.

## Отношения с архиепископией и короной

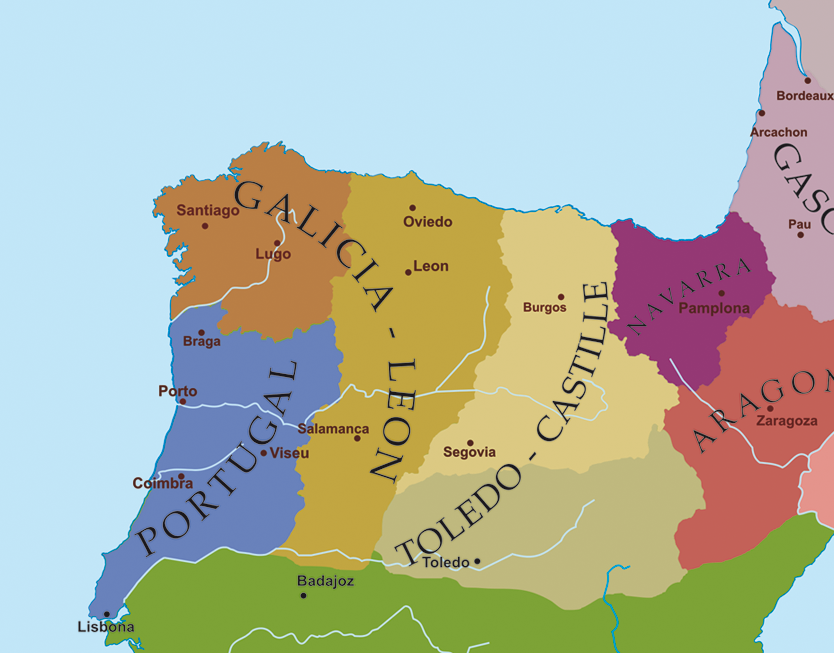
В 1120-х годах власть Фернана распространилась почти на всю Галисию и Португалию. Его влияние помогло осуществить разделение (1157) между Галисией и Леоном, с одной стороны, и Кастилией и Толедо — с другой. Деятельность Фернана простиралась далеко на восток, до Наварры, где он воевал вместе с Альфонсо VII, и далеко на юг от границы, где он участвовал в Реконкисте.

В Галисии Фернандо Перес де Траба соперничал за влияние с архиепископом Сантьяго-де-Компостела Диего Жельмирезом, с которым поддерживал нелегкое перемирие. Поначалу архиепископ и Фернан были в хороших отношениях. Во время Галисийского восстания (1116) он исполнял обязанности коннетабля Диего (municeps). Однако в 1121 году он построил крепость в Ранете к югу от Сантьяго, что представляло угрозу для епископского престола. Архиепископ немедленно приказал его уничтожить. Возможно, он был подстрекаем королевой Урракой, которая пыталась отделить Диего от рода Траба, чтобы помешать союзу крупных магнатов в Галисии бросить вызов короне. Фернан также выступал посредником между своим старшим братом Бермудо и архиепископом в 1121 году, в результате чего Диего одарил Бермудо дарами в обмен на крепость Фару, которая, как он утверждал, принадлежала епархии. В 1134 году спор с Диего вновь разгорелся после того, как Фернан заключил в тюрьму одного из его рыцарей и архидиакона Нендоса Педро Кресконеса, юрисдикция которого охватывала значительную часть трабских владений.
Во время правления королевы Урраки семья Фернана обычно состояла в союзе с её сыном, инфантом Альфонсо Раймундесом, который некоторое время рос вместе с Фернаном в доме Педро Фройласа де Трабы. Трабы, объединившись с Диего, пытались сделать Альфонсо королем Галисии в противовес его матери. Со смертью королевы Урраки в 1126 году и восшествием на престол Альфонсо Фернан стал ведущей фигурой в Галисии и использовал эту возможность для усиления своей власти во всем королевстве. Вместе с графине Португалии Терезой он подписал перемирие с новым королем (вскоре после марта 1126 года) в Рикобайо близ Саморы. В 1149 году Альфонсо поручил ему воспитание своего второго сына, будущего Фердинанда II. Спустя много лет после смерти Фернана, в 1178 году, его дочь Тереза вышла замуж за Фердинанда II, став его второй супругой. Согласно Chronica latina regum Castellae и De rebus Hispaniae, влияние Фернана было настолько решающим во время правления Альфонсо VII, что по завещанию короля Галисия и Леон были отделены от королевств Кастилии и Толедо. Анонимная хроника утверждает, что Фернан и Манрике Перес де Лара «стремились посеять семя раздора», когда предлагали разделить «империю» Альфонсо VII.

## Де-фактоправитель Португалии (1121—1128)
В 1116 году Фернан участвовал в галисийском восстании против королевы Урраки. Восстание возглавил его отец по поручению Терезы, вдовы Генриха Бургундского, графа Португалии. Победы в битве при Виласоброзо и Ланьозу скрепил союз между семьей Траба и Терезой. Фернан стал её губернатором в Порту и Коимбре (носящий титул «сеньор Коимбры и Португалии». К 1 февраля 1121 года он уже пользовался титулом comes (по-латыни «граф»), самый высокий в королевстве, хотя его отец был ещё жив, а его брат Бермудо ещё не получил его, верный признак влияния Терезы. В 1122 году Фернан получил от неё ещё два замка и, вероятно, уже стал её любовником. Было высказано предположение, что они могли пожениться, но Фернан был публично осужден будущим святым Теотонием по этому вопросу. В том же году (1122) Фернану удалось устроить выгодный брак своего старшего брата Бермудо с Урракой Энрикес, дочерью Терезы Леонской и Генриха Португальского.
Тереза Португальская приняла на себя регентство графства Португалия во время несовершеннолетия своего сына Афонсо Энрикеша. В 1122 году, когда Афонсу исполнилось четырнадцать, он посвятил его в рыцари в соборе Саморы, собрал армию и приступил к управлению своими землями. Собрав португальских рыцарей на свою сторону против матери и Фернана, он победил их обоих в битве при Сан-Мамеде в 1128 году. С этого года, который также был годом смерти его отца, Фернан Перес де Траба сосредоточил свое влияние в Галисии, подписав себя comes Fernandus de Gallecie («Граф Фердинанд Галисийский»), титул, которым пользовался его отец. Вскоре он вновь появляется в португальских документах, что свидетельствует о нормализации отношений между ним и Афонсу.

## Роль в обороне королевства при Альфонсо VII
Первым феодом, полученным Фернаном от короля, была Лимия в 1131 году. Вскоре он получил Трастамару (правил 1132—1145 гг.), которая долгое время ассоциировалась с вотчиной рода Траба. В 1137 году он получил власть в Трасанкосе, а в 1140 году — в Монтерросо, который он занимал до 1153 года. В 1140 году Фернан подписал хартию Альфонсо VII, предписывающую похоронить его вместе с королевой в соборе Сантьяго-де-Компостела. Фернан подписался как «граф Дон Фернандо Траба» (comes dominus Fernandus de Traua), единственный раз, когда он упоминается в современном документе с топонимом «de Traba», под которым он теперь широко известен.
В июне 1137 года Фернан, вероятно, участвовал в захвате крепости Туй, хотя Historia compostellana утверждает, что галисийские магнаты, ответственные за оборону границы с Португалией, слишком медленно отвечали на королевский призыв и были подкуплены архиепископом Диего Жельмирезом, чтобы присоединиться к королевской армии. Фернан, по-видимому, был единственным галисийцем, который последовал за королем к границе Наварры позже в том же году. Он был с королевской армией в Логроньо 3 октября, хотя к 20 октября Родриго Велас также присоединился к армии на Эбро.
Фернан с трудом защищал долину реки Миньо от нападений Афонсу Энрикеша, о чём свидетельствует Хроника Альфонсо Императора. До 1140 года король Португалии несколько раз вторгался в Галисию, но были оттеснен оттуда Фернандо Пересом, Родриго Веласом и другими галисийскими магнатами. В 1139 или 1140 году в битве при Сернесе (Cernesa) в Галисии Фернандо Перес де Траба и Родриго Велас потерпели поражение от сына Терезы Афонсу Энрикеша, который к тому времени провозгласил себя королем Португалии.

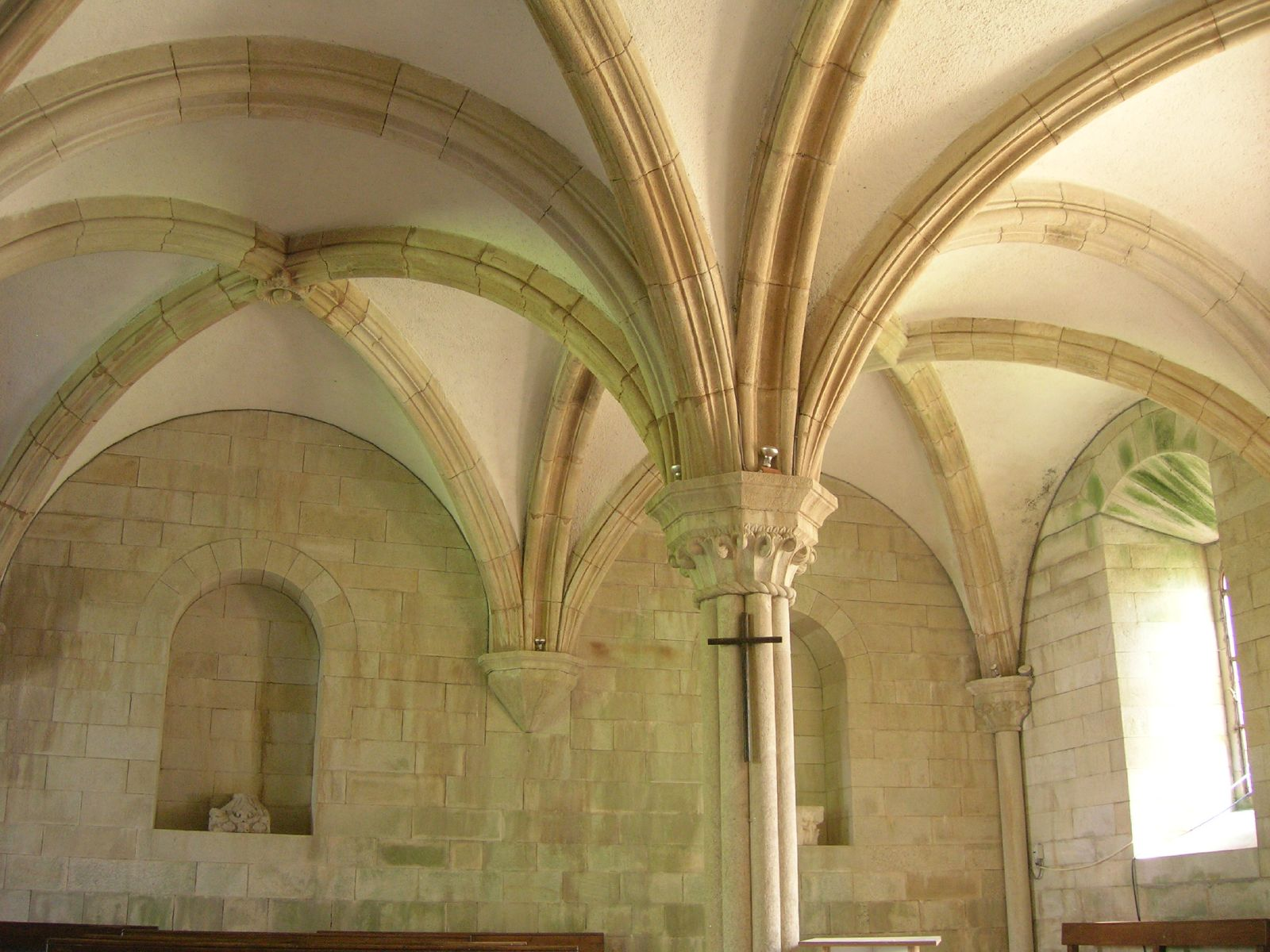
Монастырь Санта-Мария-де-Собраде-дос-Монхес, где был похоронен граф Фернандо Перес де Траба.

С июля 1144 года Фернан Перес де Траба владел феодом Деса. В 1146 году ему принадлежали феоды Монфорте-де-Лемос и Саррия. В 1144—1155 годах Фернан часто бывал при королевском дворе и участвовал почти во всех крупных кампаниях Реконкисты короля Леона Альфонсо VII, неоднократно командуя галисийскими войсками против Альмохадов. Главным исключением было завоевание замка Калатравы в январе 1147 года. Хроники описывают его доблесть при завоевании Кордовы в 1146 году и при завоевании Альмерии в 1147 году. В Альмерии он возглавил галисийский контингент, и его присутствие можно проследить в армии короля Альфонсо VII 19 августа во время её ухода из Баэсы и снова 25 ноября во время её триумфального возвращения.

## Покровительство и паломничество
Фернан Перес де Траба активно поддерживал цистерцианцев и покровительствовал их монастырю в Собрадо-дус-Монкес, который он и его брат Бермудо впервые получили от королевы Урраки 29 июля 1118 года, хотя в то время он был заброшен и требовал, чтобы его получатели вновь основали там религиозную общину. По случаю этого подарка братья Траба ответили тем же, подарив сыну королевы гончую по имени Ульгар и охотничье копье. Передача ему монастыря Собрадо был подтвержден Альфонсо VII 29 мая 1135 года.
Есть три пожертвования Фернана каноникам в монастыре Каавейро, датированные 1 апреля 1104 года, 26 февраля 1135 года и 4 декабря 1154 года, все подделки. В картулярии Каавейро хранится необычайно большое количество поддельных документов и очень мало подлинных образцов XII века. Это может свидетельствовать о том, что в какой-то момент архивы аббатства были утеряны или уничтожены, и монахи сочли необходимым подделать документы на собственность, которая действительно им была дарована. Таким образом, существует вероятность, что Фернан или его семья были регулярными спонсорами монастыря Каавейро.
Фернан дважды посещал Иерусалим после Второго крестового похода, второй раз в 1153 году. Он дал рыцарям-тамплиерам земли на побережье близ Ла-Коруньи, введя этот военный орден в Галисию ещё в 1128 году, прежде чем они получили официальное церковное одобрение. В 1152 году он сделал пожертвование бенедиктинскому монастырю в Хувии. Именно из этого позднего периода его жизни происходит некий документ, в котором записано его пожертвование в пользу монастыря Собрадо, датированное 1 мая 1153 года. Она написана каролингским минускулом, в то время как подпись Фернана появляется совершенно другим шрифтом, который напоминает вестготский. Возможно, она была написана самим Фернаном, и в этом случае она представляет собой единственное свидетельство того, что он получил какое-либо образование, кроме стандартного военного для молодых дворян. Он был воспитан в то время, когда франкская письменность ещё не вытеснила вестготскую, и документ 1153 года может свидетельствовать о том, что в юности его учили писать свое имя.

## Смерть и наследие
В 1151 году Фернан владел феодами Бубала в Галисии, а в 1152 году — феодом Солис в Западной Астурии. Дата смерти Фернана очень неопределенна. В последний раз он был при дворе в Толедо 8 ноября 1154 года и никогда больше не появлялся в судебных протоколах. К 4 февраля 1155 года в Вальядолиде его сын Гонсало подписывал королевские хартии как comes Gundisaluus (граф Гонсало), подразумевая преемственность в графском титуле. Существует поддельное пожертвование Фернана монастырю Каавейро от 4 декабря 1154 года, в котором граф называет себя graui infirmitate detemptus, «задержанный тяжелой болезнью». Грамота может иметь под собой реальную основу. Есть также две грамоты неопределенной подлинности, в которых записано пожертвование, датированное 1 июля 1155 года Фернаном и его братом Бермудо монастырю, основанному Фернаном в Собрадо-дус-Монкес.
Фернан Перес де Траба скончался 1 ноября 1155 года и был похоронен в Соборе Святого Иакова в Сантьяго-де-Компостела. Впоследствии был перезахоронен в цистерианском монастыре в Собрадо.

## Брак и дети
Фернандо Перес де Траба был женат на графине Санче Гонсалес, дочери графа Гонсало Ансуреса и Урраки Бермудес, с которым у него были следующие дети:
- Мария Фернандес де Траба (? — 1168), жена графа Понсе Хиральдо де Кабрера (? — 1162)
- Гонсало Фернандес де Траба (? — 1160), граф, женат на графине Беренгуэла Родригес, дочери графа Родриго Веласа и графини Урраки Альварес.
- Уррака Фернандес де Траба (? — 1199), замужем за Хуаном Ариасом, от которого у неё было потомство.

От его отношений с Терезой де Леон, графиней Португалии, родились две дочери:
- Санча Фернандес де Траба, 1-й муж — граф Альваро Родригес де Саррия, 2-й муж — граф Педро Альфонсо, 3-й муж — граф Гонсало Родригес Сальвадорес
- Тереза Фернандес де Траба (? — 1180), 1-й муж — граф Нуньо Перес де Лара (? — 1177), 2-й муж — король Леона Фердинанд II.